# أوزجور إمره يلديريم
أوزجور إمره يلديريم (من مواليد 26 أكتوبر 1983) ممثل تركي في السينما والمسلسلات التلفزيونية.

## النشأة
ولد في 26 أكتوبر 1983 في اسطنبول. بعد تخرجه من ثانوية باكيركوي، إلتحق بمدرسة مجدات جيزن للفنون المسائية في عام 2006 ثم أكاديمية مرمرة الخاصة.

## روابط خارجية
أوزجور إمره يلديريم على موقع IMDb (الإنجليزية)